# Outdoor (Zeitschrift)
outdoor ist eine Zeitschrift der Motor Presse Stuttgart, die seit 1988 monatlich erscheint. Die verkaufte Auflage beträgt 29.621 Exemplare, ein Minus von 41,3 Prozent seit 1998. Seit März 2017 ist Alex Krapp Chefredakteur der Zeitschrift.
Die Zeitschrift bietet Nachrichten, Tests mit Kaufberatung, Tourdaten mit Höhenprofilen rund um die Themen Wandern, Trekking, Berge und Outdoor-Leben. Darüber hinaus porträtiert sie regelmäßig bedeutende Bergsportler.